# Breaza, Suceava
Breaza là một xã thuộc hạt Suceava, România. Dân số thời điểm năm 2002 là 1696 người.